# 搖籃曲 (肖邦)

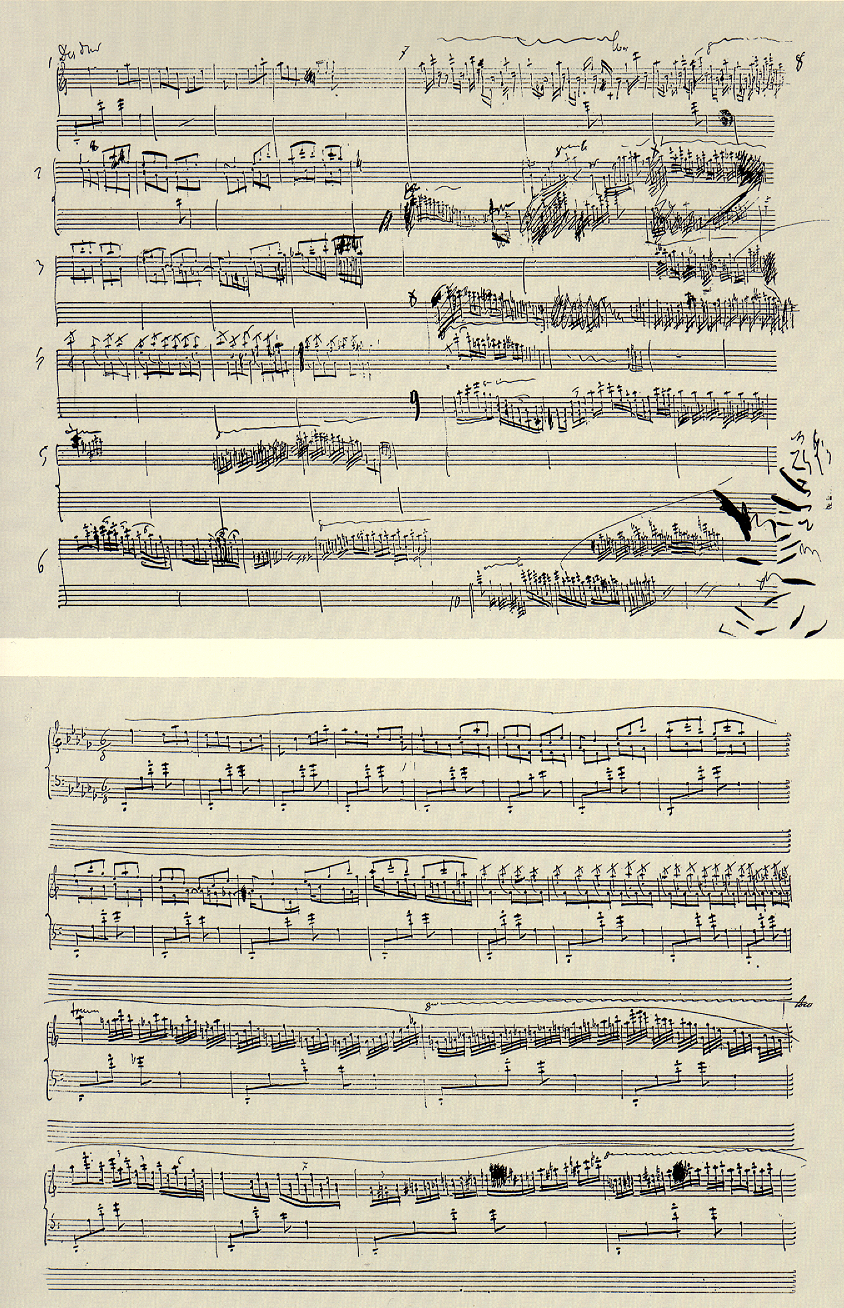
搖籃曲之手稿

搖籃曲（Berceuse），Op. 57，為蕭邦於1843-1844年所作的一首搖籃曲，並於1844年出版，獻給埃莉斯·加瓦尔（Élise Gavard）。此曲為降D大調，行板，6/8拍。
在1843年夏開始創作時，蕭邦在诺昂-维克與喬治‧桑一起。由於其手稿最初由寶琳·維亞朵保管，此曲可能受到她小女兒露易絲啟發，當時因其母在維也納巡迴演唱而由兩人照顧。此曲的旋律近似歌曲「月已升起，狗已沉睡」（Już miesiąć zeszedł, psy się uśpily），可能蕭邦創作此曲時亦回憶起它，而事實上他於其作品Op. 13已用到此歌旋律。
整個作品以十六首以四小節為單位的變奏串連，中間沒有停頓分隔。最初蕭邦將它題為變奏曲，而且在最初起草時亦替各變奏編號，但為了出版改名為搖籃曲（Berceuse）。其左手部分為固定音型伴奏，只在近結尾處有所變化。右手則為優美而繁複的樂句，令人聯想到他早期的華麗風格。全曲以弱音奏出，其變化主要由織體及音色塑造，這一方面相信亦引起德彪西對此曲的興趣。

## 外部連結
- 樂曲分析 （页面存档备份，存于） (来自Chopin: the poet of the piano （页面存档备份，存于）)
- 搖籃曲，Op. 57：国际乐谱典藏计划上的乐谱